# Прихабы (Могилёвская область)
Приха́бы (бел. Прыхабы) — деревня в составе Лебедянковского сельсовета Белыничского района Могилёвской области Республики Беларусь.

## Население
- 2010 год — 59 человек